# Saint-Christophe-sur-le-Nais
Saint-Christophe-sur-le-Nais è un comune francese di 1 113 abitanti situato nel dipartimento dell'Indre e Loira nella regione del Centro-Valle della Loira.

## Società

### Evoluzione demografica
Abitanti censiti